# 인천 도시철도 2호선
인천 도시철도 2호선(仁川 都市鐵道 二號線)은 대한민국 인천광역시 서구의 검단오류역과 인천광역시 남동구의 운연역을 잇는 인천교통공사의 도시 철도 노선이다. 2009년 6월 26일 착공해 2016년 7월 30일에 개통했다. 노선 길이는 29.1km이며, 이 중 지상 구간은 6.3km이다. 안내 등에 사용되는 노선색은 ●주황색이다. 통행방향은 어디서든 우측통행이다.

## 역사
인천 도시철도 2호선은 1990년대에 인천광역시가 추진한 계획에서 최초로 등장하였다. 계획에는 1·2·3호선이 모두 포함되어 있었는데, 이때의 2호선은 남동공단의 근로자 통근을 위하여 인천대공원이 아니라 공단을 경유하고, 대공원은 3호선이 지나게 되어 있었다. 당초 1999년 일부 착공하여 2006년까지 해당 구간을 준공·개통할 예정이었으나, IMF 외환 위기 이후 자금난 문제로 사업 시행이 보류된 상태였다. 수차례씩 의견 충돌 문제로 진통을 겪은 끝에 기존의 중량 전철에서 경전철로 시스템을 변경하고, 노선 또한 현재와 동일하게 바꾸는 과정이 이루어져 사업 규모를 축소하여, 2009년 6월 26일 착공하였다.

### 연혁
- 1992년 9월 3일: 건설교통부(현 국토교통부)가 노선 기본계획 확정
- 1998년 5월: 인천광역시가 노선 기본계획 변경 승인 신청
- 2006년 9월: 한국개발연구원이 예비타당성조사 시행
- 2007년 7월: 인천광역시가 노선 기본계획 변경안 제출
- 2007년 12월: 인천광역시가 노선 기본계획 변경안 2차 제출 (총 사업비 24,590억원)
- 2008년 8월: 한국개발연구원이 2차 예비타당성조사 시행, 발표
- 2009년 6월 26일: 착공[4]
- 2010년 4월 12일: 사업 계획 승인 (사업 기간 ~ 2014년)[5]
- 2013년 3월 20일: 사업 기간 연장 ( ~ 2016년)[6]
- 2015년 10월 5일: 역명 결정고시[7]
- 2016년 7월 25일: 서구청역에서 특별 무료시승
- 2016년 7월 29일: 개통식 및 무료시승
- 2016년 7월 30일: 인천 도시철도 2호선 29.1km 구간 개통[8](영업 개시)
- 2021년 5월 22일: 서울 지하철 7호선 석남역  환승 개통
- 2023년 7월 28일: 고양 연장 예비 타당성 조사 착수[9]
- 2023년 11월 9일: 신천~하안~신림선 연장 예비 사전타당성 조사용역 결과 비용대비 편익이 1이 넘은 것으로 나타났다.[10]
- 2024년 3월: 중련열차 투입 예정[11]

## 운영

### 노선
당초 노선은 인천광역시 서구 오류동에서 남동국가산업단지까지로 계획되었으나, 2008년 8월 검단오류역에서 운연역까지의 구간에 27개 역을 건설하는 것으로 결정되었다. 특히 이 노선은 서구 연희동에 새로 건설된 인천아시아드주경기장 인근을 경유하며, 제3궤조 방식에 의하여 발생할 수 있는 감전 사고 방지 차원에서, 전 역사에 스크린도어가 설치되어 있다. 운행 중 비상정지 등 이례상황이 발생하였을 경우를 대비하여 기관사 면허를 가진 운행관리원이 항시에 탑승한다

## 차량
- 인천교통공사 2000호대 전동차
  - 제작사 : 현대로템
  - 운행방식 : 무인 자동 운전 . 수동운전
  - 도입편성수 : 43편성 (철제차륜 2량 1편성, 향후 4량 1편성까지 중련 가능토록 계획)[12]
  - 규격 : 전장(34.4m), 전폭(2.65m), 전고(3.6m)

## 운임
인천 도시철도 1호선과 마찬가지로, 수도권 전철의 일부로서 수도권 통합요금제가 동일하게 적용된다.

## 노선 정보
- 노선 거리 : 29.1km
- 운영 기관 : 인천교통공사
- 역 수 : 27
- 복선 구간 : 전 구간
- 전철화 구간 : 전 구간
- 총 사업비 : 2조 4,590억원 (국고 1조 4,754억원, 시비 9,836억원)
- 구간 : 검단오류 ~ 운연

### 역 목록
환승역을 제외한 모든 역명은 2015년 9월 22일 인천도시철도건설본부에서 발표하여 최종적으로 확정한 이름이다.
| I201 | 검단오류(검단산업단지)     | 黔丹梧柳(黔丹産業團地)      | Geomdan Oryu(Geomdan Industrial Complex)        |                       | -   | 0.0  | 인천광역시 | 서구     |
| I202 | 왕길(왕길역 로열파크씨티)  | 旺吉                        | Wanggil                                         |                       | 1.3 | 1.3  | 인천광역시 | 서구     |
| I203 | 검단사거리(검단탑종합병원) | 黔丹四거리                  | Geomdan Sageori                                 |                       | 1.4 | 2.7  | 인천광역시 | 서구     |
| I204 | 마전                       | 麻田                        | Majeon                                          |                       | 1.1 | 3.8  | 인천광역시 | 서구     |
| I205 | 완정                       | 完井                        | Wanjeong                                        |                       | 0.8 | 4.6  | 인천광역시 | 서구     |
| I206 | 독정(로열파크씨티)         | 篤亭                        | Dokjeong                                        |                       | 0.9 | 5.5  | 인천광역시 | 서구     |
| I207 | 검암                       | 黔岩                        | Geomam                                          | ● 인천국제공항철도    | 1.8 | 7.3  | 인천광역시 | 서구     |
| I208 | 검바위                     | 黔바위                      | Geombawi                                        |                       | 0.9 | 8.2  | 인천광역시 | 서구     |
| I209 | 아시아드경기장(공촌사거리) | 아시아드競技場(公村四거리)  | Asiad Stadium(Gongchon Sageori)                 |                       | 1.1 | 9.3  | 인천광역시 | 서구     |
| I210 | 서구청                     | 西區廳                      | Seo-gu Office                                   |                       | 0.8 | 10.1 | 인천광역시 | 서구     |
| I211 | 가정(루원시티)             | 佳亭                        | Gajeong(Lu 1 City)                              |                       | 2.2 | 12.3 | 인천광역시 | 서구     |
| I212 | 가정중앙시장               | 佳亭中央市場                | Gajeong Jungang Market                          |                       | 0.8 | 13.1 | 인천광역시 | 서구     |
| I213 | 석남(거북시장)             | 石南(거북市場)              | Seongnam(Geobuk Market)                         | ● 서울 지하철 7호선   | 1.2 | 14.3 | 인천광역시 | 서구     |
| I214 | 서부여성회관(그린산부인과) | 西部女性會館                | West Woman's Community Center                   |                       | 0.8 | 15.1 | 인천광역시 | 서구     |
| I215 | 인천가좌(나은병원)         | 仁川佳佐                    | Incheon Gajwa(Naeun Hospital)                   |                       | 1.1 | 16.2 | 인천광역시 | 서구     |
| I216 | 가재울                     | 빈칸                        | Gajaeul                                         |                       | 1.1 | 17.3 | 인천광역시 | 서구     |
| I217 | 주안국가산단(인천J밸리)    | 朱安國家産團(仁川J밸리)     | Juan Nat'l Industrial Complex(Incheon J Valley) |                       | 1.4 | 18.7 | 인천광역시 | 서구     |
| I218 | 주안(인천사랑병원)         | 朱安(Incheon Love Hospital) | Juan                                            | ● 수도권 전철 1호선   | 1.0 | 19.7 | 인천광역시 | 미추홀구 |
| I219 | 시민공원(문화창작지대)     | 市民公園(文化創作地帶)      | Citizens Park(Culture Creation Zone)            |                       | 1.0 | 20.7 | 인천광역시 | 미추홀구 |
| I220 | 석바위시장                 | 石바위市場                  | Seokbawi Market                                 |                       | 1.0 | 21.7 | 인천광역시 | 미추홀구 |
| I221 | 인천시청                   | 仁川市廳                    | Incheon City Hall                               | ● 인천 도시철도 1호선 | 0.7 | 22.4 | 인천광역시 | 남동구   |
| I222 | 석천사거리                 | 石泉四거리                  | Seokcheon Sageori                               |                       | 0.8 | 23.2 | 인천광역시 | 남동구   |
| I223 | 모래내시장                 | 모래내市場                  | Moraenae Market                                 |                       | 0.8 | 24.0 | 인천광역시 | 남동구   |
| I224 | 만수                       | 萬壽                        | Mansu                                           |                       | 1.1 | 25.1 | 인천광역시 | 남동구   |
| I225 | 남동구청                   | 南洞區廳                    | Namdong-gu office                               |                       | 1.2 | 26.3 | 인천광역시 | 남동구   |
| I226 | 인천대공원                 | 仁川大公園                  | Incheon Grand Park                              |                       | 1.5 | 27.8 | 인천광역시 | 남동구   |
| I227 | 운연(서창)                 | 雲宴(西昌)                  | Unyeon(Seochang)                                |                       | 1.3 | 29.1 | 인천광역시 | 남동구   |

- 27개 모든 역사에서 승강장 반대편 이동이 가능하다.

## 기타
인천2호선 개찰구 고무쪽 색깔이 은색에서 주황색으로 바뀌었다.

## 비상핸들 작동 시 주의사항
- 터널내에 선로 옆에는 항상 전기가 흐르고 있어 무단으로 임의하차 시 감전 위험이 있다.

## 같이 보기
- 인천교통공사
- 인천 도시철도
- 지하철 목록
- 수도권 전철